# Theoren Fleury
Theoren Wallace "Theo" Fleury (* 29. června 1968, Oxbow, Saskatchewan, Kanada) je bývalý kanadský hokejista, který hrával v National Hockey League a zaznamenal v ní přes tisíc kanadských bodů. Dne 9. března 1991 vstřelil v zápase proti St. Louis Blues tři góly v oslabení, čímž stanovil rekord NHL.

## Dětství
Jeho rodina strádala a v dětství byl se svými sourozenci závislý na finanční podpoře okolí – komunity a zejména rodiny Peltzovy. Obtížnou situaci měl i ve škole, kde patřil k nejmenším dětem a aby upoutal, stal se z něj rváč. Ve třinácti letech při hokeji utrpěl vážné poranění pažní tepny, které téměř ukončilo jeho začínající kariéru. Musel si od hokeje odpočinout téměř celý rok.

## Hráčská kariéra

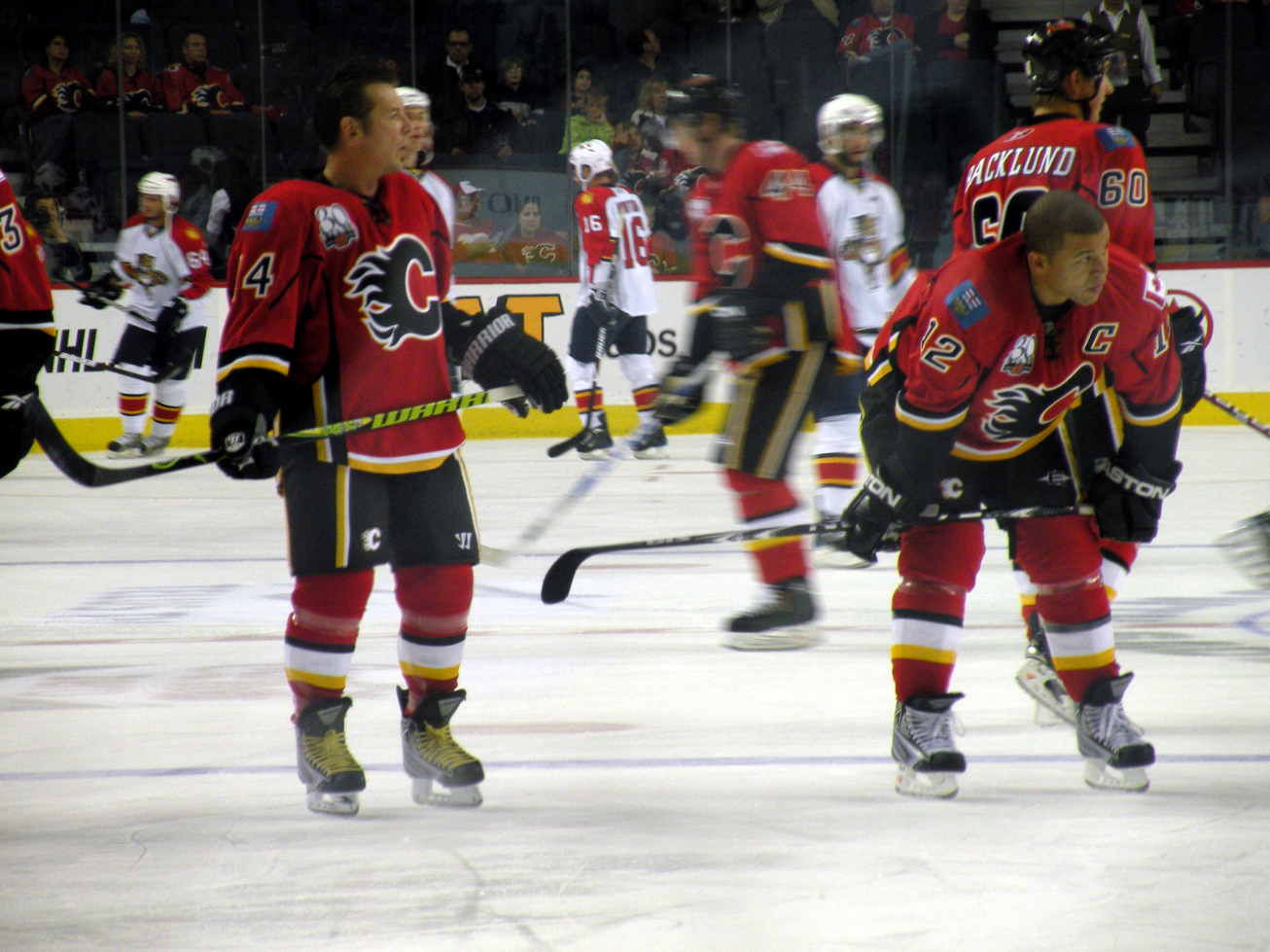
Theoren Fleury v dresu číslo 14 Calgary Flames

### Klubová kariéra
Jako jeden z nejmenších hráčů své generace neměl příliš velké předpoklady prosadit se v NHL. Dostal ale šanci v juniorské lize WHL, kde se během čtyřech let v produktivitě neustále zlepšoval a v sezóně 1987/1988 se dokonce se ziskem 160 bodů dělil o první místo (a tím pádem o Bob Clarke Trophy) s Joe Sakicem. V roce 1987 byl draftován do NHL týmem Calgary Flames, ale až v osmém kole z celkově 166. místa. V profesionální soutěži odehrál první dvě utkání v sezoně 1987/1988 za Salt Lake Golden Eagles, kde také začal následující ročník, uprostřed kterého byl povolán do prvního týmu Calgary Flames a debutoval v NHL. Ve své neúplné nováčkovské sezóně dosáhl téměř průměru jednoho bodu na utkání a jedenácti body v play-off pomohl k zisku prvního Stanley Cupu pro Calgary. S výjimkou výluky v NHL v sezóně 1994/1995, kdy působil ve finské lize, hrával za Calgary až do roku 1998. Ve dvou sezónách překonal hranici sta bodů a produktivní útok vytvořil zejména v ročníku 1993/1994 s Robertem Reichlem a Gary Robertsem. Stali se nejproduktivnějším útokem NHL, když každý z nich překonal hranici 40 gólů. Sám se stal známým svou tvrdou hrou.
Začátkem roku 1999 byl vyměněn do Colorado Avalanche, v této sezóně počtvrté a naposledy překonal čtyřicetigólovou hranici. V Coloradu však zůstal jen do konce sezóny a poté se jako volný agent upsal na další tři roky týmu New York Rangers. Hrával v řadě s Mikem Yorkem a Ericem Lindrosem. Naposledy v NHL působil v Chicago Blackhawks, kde však pro problémy s drogami a alkoholem byl ze strany NHL suspendován. Závislost na návykových látkách jej pronásledovala v závěrečných letech kariéry, podstoupil léčení, které nakonec bylo úspěšné. Závěr kariéry odehrál v nižších kanadsko-amerických soutěžích, jeden rok působil v britské lize. Naposledy se snažil neúspěšně proniknout do NHL před sezónou 2009/2010, odehrál přípravná utkání za Calgary, ale nakonec kariéru ukončil ještě před zahájením základní části 28. září 2009.

### Reprezentační kariéra
Poprvé na vrcholné mezinárodní akci reprezentoval Kanadu na mistrovství světa do 20 let v roce 1987, kde se zapojil do památné bitky v utkání proti Sovětskému svazu. Kanada byla – stejně jako tým Sovětského svazu – z další účasti na turnaji vyloučena a Fleury spolu s dalšími hráči dostal zákaz startu v mezinárodních utkáních. Již o rok později však na stejném turnaji pomohl vybojovat zlaté medaile. Za Kanadu startoval také na Kanadském poháru 1991, kde rovněž s týmem zvítězil a Světovém poháru 1996, kde skončila Kanada druhá. V roce 2002 byl členem zlatého týmu ze Zimních olympijských her v Salt Lake City.

## Úspěchy a ocenění
Týmové
- vítěz Mistrovství světa juniorů 1988 – s týmem Kanady do 20 let
- držitel Stanley Cupu 1989 – s Calgary Flames
- vítěz Kanadského poháru 1991 – s týmem Kanady
- olympijský vítěz v roce 2002 – s týmem Kanady

Individuální
- člen prvního All-star týmu WHL East 1987, druhého All-star týmu v roce 1988
- vítěz Bob Clarke Trophy pro nejproduktivnějšího hráče WHL – 1987/1988 (spolu s Joe Sakicem)
- člen All-star týmu MS juniorů 1988
- držitel NHL Plus/Minus Award 1991 (spolu s Marty McSorleym)
- člen druhého All-Star týmu NHL v roce 1995
- účastník NHL All-Star Game v letech 1991, 1992, 1996, 1997, 1998, 1999 a 2001

## Klubové statistiky
| Sezona                 | Klub                    | Soutěž          | Základní část | Základní část | Základní část | Základní část | Základní část | Play off | Play off | Play off | Play off | Play off |
| Sezona                 | Klub                    | Soutěž          | Z             | G             | A             | B             | TM            | Z        | G        | A        | B        | TM       |
| ---------------------- | ----------------------- | --------------- | ------------- | ------------- | ------------- | ------------- | ------------- | -------- | -------- | -------- | -------- | -------- |
| 1983–84                | St. James Canadians     | MJHL            | 22            | 31            | 33            | 64            | 88            |          |          |          |          |          |
| 1984–85                | Moose Jaw Warriors      | WHL             | 71            | 29            | 46            | 75            | 82            | —        | —        | —        | —        | —        |
| 1985–86                | Moose Jaw Warriors      | WHL             | 72            | 43            | 65            | 108           | 124           | 13       | 7        | 13       | 20       | 16       |
| 1986–87                | Moose Jaw Warriors      | WHL             | 66            | 61            | 68            | 129           | 110           | 9        | 7        | 9        | 16       | 34       |
| 1987–88                | Moose Jaw Warriors      | WHL             | 65            | 68            | 92            | 160           | 235           | —        | —        | —        | —        | —        |
| 1987–88                | Salt Lake Golden Eagles | IHL             | 2             | 3             | 4             | 7             | 7             | 8        | 11       | 5        | 16       | 16       |
| 1988–89                | Salt Lake Golden Eagles | IHL             | 40            | 37            | 37            | 74            | 81            | —        | —        | —        | —        | —        |
| 1988–89                | Calgary Flames          | NHL             | 36            | 14            | 20            | 34            | 46            | 22       | 5        | 6        | 11       | 24       |
| 1989–90                | Calgary Flames          | NHL             | 80            | 31            | 35            | 66            | 157           | 6        | 2        | 3        | 5        | 10       |
| 1990–91                | Calgary Flames          | NHL             | 79            | 51            | 53            | 104           | 136           | 7        | 2        | 5        | 7        | 14       |
| 1991–92                | Calgary Flames          | NHL             | 80            | 33            | 40            | 73            | 133           | —        | —        | —        | —        | —        |
| 1992–93                | Calgary Flames          | NHL             | 83            | 34            | 66            | 100           | 88            | 6        | 5        | 7        | 12       | 27       |
| 1993–94                | Calgary Flames          | NHL             | 83            | 40            | 45            | 85            | 186           | 7        | 6        | 4        | 10       | 5        |
| 1994–95                | Tappara                 | SM-l            | 10            | 8             | 9             | 17            | 22            | —        | —        | —        | —        | —        |
| 1994–95                | Calgary Flames          | NHL             | 47            | 29            | 29            | 58            | 112           | 7        | 7        | 7        | 14       | 2        |
| 1995–96                | Calgary Flames          | NHL             | 80            | 46            | 50            | 96            | 112           | 4        | 2        | 1        | 3        | 14       |
| 1996–97                | Calgary Flames          | NHL             | 81            | 29            | 38            | 67            | 104           | —        | —        | —        | —        | —        |
| 1997–98                | Calgary Flames          | NHL             | 82            | 27            | 51            | 78            | 197           | —        | —        | —        | —        | —        |
| 1998–99                | Calgary Flames          | NHL             | 60            | 30            | 39            | 69            | 68            | —        | —        | —        | —        | —        |
| 1998–99                | Colorado Avalanche      | NHL             | 15            | 10            | 14            | 24            | 18            | 18       | 5        | 12       | 17       | 20       |
| 1999–00                | New York Rangers        | NHL             | 80            | 15            | 49            | 64            | 68            | —        | —        | —        | —        | —        |
| 2000–01                | New York Rangers        | NHL             | 62            | 30            | 44            | 74            | 122           | —        | —        | —        | —        | —        |
| 2001–02                | New York Rangers        | NHL             | 82            | 24            | 39            | 63            | 216           | —        | —        | —        | —        | —        |
| 2002–03                | Chicago Blackhawks      | NHL             | 54            | 12            | 21            | 33            | 77            | —        | —        | —        | —        | —        |
| 2004–05                | Horse Lake Thunder      | NPHL            | 7             | 4             | 10            | 14            | 28            | —        | —        | —        | —        | —        |
| 2005–06                | Belfast Giants          | EIHL            | 34            | 22            | 52            | 74            | 270           | 7        | 1        | 12       | 13       | 34       |
| 2008–09                | Steinbach North Stars   | Hockey Manitoba | 13            | 8             | 19            | 27            | 42            | 4        | 2        | 5        | 7        | 26       |
| NHL celkem             | NHL celkem              | NHL celkem      | 1084          | 455           | 633           | 1088          | 1840          | 77       | 34       | 45       | 79       | 116      |
| Konec hokejové kariéry |                         |                 |               |               |               |               |               |          |          |          |          |          |

### Reprezentační statistiky
| 1987                   | Kanada                 | MSJ                    | 6  | 2  | 3  | 5  | 2  | Diskvalifikace   |
| 1988                   | Kanada                 | MSJ                    | 7  | 6  | 2  | 8  | 4  | zlatá medaile    |
| 1990                   | Kanada                 | MS                     | 9  | 4  | 7  | 11 | 10 | čtvrté místo     |
| 1991                   | Kanada                 | MS                     | 8  | 5  | 5  | 10 | 8  | stříbrná medaile |
| 1991                   | Kanada                 | KP                     | 7  | 1  | 4  | 5  | 12 | zlatá medaile    |
| 1996                   | Kanada                 | SP                     | 8  | 4  | 2  | 6  | 8  | druhé místo      |
| 1998                   | Kanada                 | ZOH                    | 6  | 1  | 3  | 4  | 2  | čtvrté místo     |
| 2002                   | Kanada                 | ZOH                    | 6  | 0  | 2  | 2  | 6  | zlatá medaile    |
| Junior. reprez. celkem | Junior. reprez. celkem | Junior. reprez. celkem | 13 | 8  | 5  | 13 | 6  |                  |
| Senior. reprez. celkem | Senior. reprez. celkem | Senior. reprez. celkem | 44 | 15 | 23 | 38 | 46 |                  |